# 七里亭遗址
七里亭遗址位于浙江省湖州市长兴县泗安镇，2013年5月列入第七批全国重点文物保护单位。

## 分层
地层堆积分为晚更新世的下蜀土堆积和中更新世的网纹红土堆积，因而相应地划分为上文化层和下文化层，另外还有部分洪积物堆积。

## 出土文物
两个文化层出土和采集石制品共计700余件，包括石核、石片、断块、残片和一定数量的石器。